# Distrito de Alis

La Provincia de Yauyos en el Departamento de Lima, Perú.

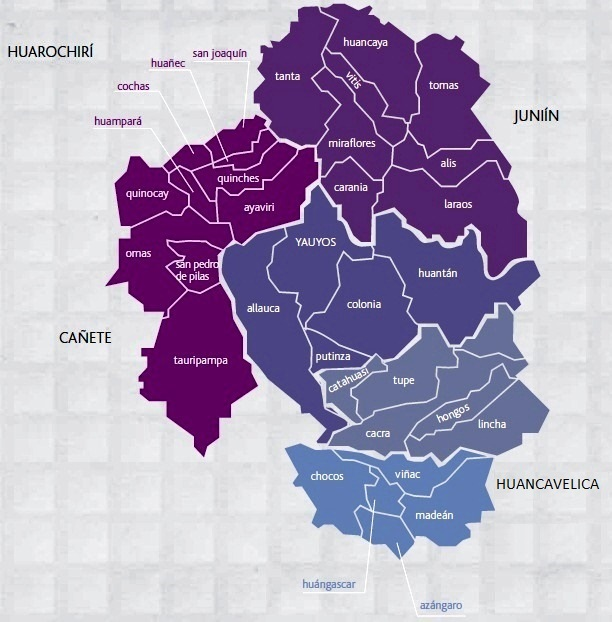
La provincia de Yauyos y sus 33 distritos.

El Distrito de Alis es uno de los  treinta y tres distritos que conforman la Provincia de Yauyos, perteneciente al Departamento de Lima, en el Perú  y bajo la administración del Gobierno Regional de Lima-Provincias. 
Desde el punto de vista jerárquico de la Iglesia católica, forma parte de la Prelatura de Yauyos.

## Historia
El distrito de Alis se crea por decreto del 23 de febrero de 1920, en el gobierno del Presidente Augusto B. Leguía.

## Geografía
Abarca una superficie de 142,06 km².  

### Cerros
- Muchca, aproximadamente de 4 600 metros (15 092 pies) de altura.
- Atacucho.

## Capital
La capital de esta provincia es la ciudad de Alis, ubicada a 3 249 m s. n. m.

## Centros poblados
- Urbanos
  - Alis, con 198 hab.
- Rurales

## Autoridades

### Municipales
- 2023 - 2026
  - Alcalde: Meliton Silvino Juan de Dios Dionisio.

- 2019 - 2022
  - Alcalde: Miguel Ángel Espejo Rodríguez, Partido Democrático Somos Perú (SP).
- 2015 - 2018[2]
  - Alcalde: Luis Juan Juan De Dios Dionisio, Movimiento Fuerza Regional (FR).
  - Regidores: Edmundo Felipe Ramos Taipe (FR), Ángela Josefina Ávila Reyes (FR), Norma Fanny Tembladera Alejos (FR), Rubela Elsa Doroteo de Cauchos (FR), Simón Cirilo Soto Ordóñez (Patria Joven).
- 2011 -2014[3]
  - Alcalde: Luis Juan Juan De Dios Dionisio, Partido Aprista Peruano (PAP).
  - Regidores: María Antonia Espejo Montero (PAP), Eudocio Tito Ramos Taipe (PAP), Ángela Josefina Ávila Reyes (PAP), Grimaldo Víctor Espejo Ávila (PAP), Raúl Santiago Crispín Robladillo (Concertación para el Desarrollo Regional).
- 2007 - 2011[4]
  - Alcalde: Gusmán Domingo Obispo Taipe, Movimiento Concertación para el Desarrollo Regional.
- 2003 - 2006
  - Alcalde: Emiliano Lucio Vílchez Varillas, Movimiento independiente Alis al Progreso.
- 1999 - 2002
  - Alcalde: Gusmán Domingo Obispo Taipe, Movimiento independiente Unidad Regional de Integración Yauyos (URI).
- 1996 - 1998
  - Alcalde: Walter Javier Varillas Vílchez, Lista independiente N.º 5 Yauyos 95.
- 1993 - 1995
  - Alcalde: Plinio Bejarano Conde, Lista independiente Unidad Regional de Integración.
- 1991 - 1992
  - Alcalde: Patricio Rosales Taipe, Lista independiente N.º 9 San Lorenzo de Alis.
- 1987 - 1989
  - Alcalde: Pedro Alfonso Varillas Rosales, Partido Aprista Peruano.
- 1984 - 1986
  - Alcalde: Melciades Vivas Varillas, Partido Popular Cristiano.
- 1981 - 1983
  - Alcalde: Juan Alberto Varillas,  Partido Aprista Peruano.

### Policiales
- Comisaría de Alis
  - Comisario: Mayor PNP.[5]

### Religiosas
- Prelatura de Yauyos[6]
  - Obispo Prelado: Mons. Ricardo García García.[7]
- Parroquia San Lorenzo[8]
  - Párroco: Pbro. Edgar Romero Basurto.
  - Vicario parroquial: Pbro. Luis Apolinario Aroquipa.

## Educación

### Instituciones educativas
- I.E. San Lorenzo

## Turismo
Los principales sitios turísticos del distrito

### Sitio Arqueológico
- Marcaya
- Coricoto

### Bosque
- Lloclla
- Motihuasi

### Laguna
- Silacocha

### Otros
- Cerro Atacucho
- Cañón de Uchco
- Zona de Monte
- Zona de Hualaria
- Plantas fosilizadas de Tinco Alis

## Festividades
- Enero
  - 1: La Negrería.
- Agosto
  - 15: San Lorenzo - Fiesta Patronal Palla.
  - 30: Santa Rosa